# Friedrich Achleitner
 (janvier 2022).
Friedrich Achleitner, né le 23 mai 1930 à Schalchen et mort le 27 mars 2019 à Vienne (Autriche), est un architecte et écrivain autrichien. 
En tant qu'écrivain, il est un des représentants du lyrisme composé en dialecte autrichien et de la poésie concrète.

## Biographie
Friedrich Achleitner est né à Schalchen en Haute-Autriche. Il a étudié l'architecture à l'Académie des Beaux-Arts de Vienne de 1950 à 1953.  
Il a rejoint le Wiener Gruppe en 1955, a participé à leurs cabarets littéraires et a écrit des poèmes en dialecte des montagnes et des poèmes concrets. En 1983, il est devenu professeur d'histoire et de théorie de l'architecture à l'Académie des beaux-arts de Vienne.
Il a reçu le Schelling Architecture Theory Prize pour 2008.

## Œuvres

### Architecture
- (de) Führer zur Österreichischen Architektur im 20. Jahrhundert, 3 volumes, Residenz Verlag, Salzbourg, 1983

### Littérature
- (de) Hosn, avec un disque de H. C. Artmann et Gerhard Rühm, Frick, Vienne, 1959
- (de) schwer schwarz, Gomringer, Frauenfeld, 1960
- (de) Prosa, konstellationen, montagen, dialektgedichte, studien, textes collectés, Rowohlt, Reinbek, 1970
- (de) Quadrat-roman : u. andere quadrat-sachen; 1 neuer bildungsroman, 1 neuer entwicklungsroman etc. etc. etc., Luchterhand, Darmstadt et Neuwied, 1973
- (de) Super-Rekord 50 + 50, avec Gerhard Rühm, édition Neue Texte, Linz, 1990
- (de) Kaaas. Dialektgedichte, Residenz, Salzbourg et Vienne, 1991
- (de) Einschlafgeschichten, Zsolnay, Vienne, 2003
- (de) Wiener linien, Zsolnay, Vienne, 2004
- (de) Und oder oder und, Zsolnay, Vienne, 2006
- (de) Der springende punkt, Zsolnay, Vienne, 2009.

### Essais
- (de) Lois Welzenbacher 1889-1955, avec Ottokar Uhl (de), Residenz, Salzbourg, 1968
- (de) Die Ware Landschaft. Eine kritische Analyse des Landschaftsbegriffs, édité par Achleitner, Residenz, Salzbourg, 2e édition, 1978
- (de) Glückliches Österreich. Literarische Besichtigung eines Vaterlands, avec Jochen Jung, Residenz, Salzbourg et Vienne, 1979
- (de) Österreichische Architektur im 20. Jahrhundert. Ein Führer in vier Bänden, Residenz, Salzbourg et Vienne, 1980-1990
- (de) Nieder mit Fischer von Erlach, critiques collectées, 1986
- (de) Aufforderung zum Vertrauen. Aufsätze zur Architektur, Residenz, Salzbourg et Vienne, 1987
- (de) Die rückwärtsgewandte Utopie. Motor des Fortschritts in der Wiener Architektur, Picus, Vienne, 1994
- (de) Wiener Architektur. Zwischen typologischem Fatalismus und semantischem Schlamassel, Böhlau, Vienne, Cologne et Weimar, 1996
- (de) Die Plotteggs kommen. Ein Bericht, Sonderzahl, Vienne, 1996
- (de) Region, ein Konstrukt? Regionalismus, eine Pleite?, Birkhäuser, Bâle, Boston et Berlin, 1997